# Zabian Dowdell
Pour les articles homonymes, voir Dowdell.
Zabian Dowdell (né le 10 septembre 1984 à Pahokee, Floride) est un joueur américain de basket-ball évoluant aux postes d'arrière et d'ailier.

## Biographie
Le 28 juin 2007, automatiquement éligible, il n'est pas sélectionné lors de la draft 2007 de la NBA.
Le 16 décembre 2009, il reoint les 66ers de Tulsa. Le 18 janvier 2010, il termine son contrat avec Tulsa.
Le 27 septembre 2010, il signe un contrat avec les Suns de Phoenix. Le 19 octobre 2010, il est libéré par les Suns. Le 30 octobre 2010, Dowdell retourne chez les 66ers de Tulsa. Le 9 janvier 2011, les Suns de Phoenix intègre Dowdell dans leur effectif. Le 19 janvier 2011, il redevient agent libre. Il est rappelé plusieurs fois par les Suns durant la saison 2010-2011.
Le 13 décembre 2011, il est libéré par les Suns.
Le 29 février 2012, il retourne en Espagne où il signe au CB Gran Canaria.
Le 3 décembre 2013, il part en Lituanie où il signe au Lietuvos rytas.
Le 19 août 2014, il part en Belgique où il signe au Spirou Charleroi.
Le 16 juillet 2015, il part en Russie où il signe au Zénith Saint-Pétersbourg.
Le 29 août 2016, il part en Italie où il signe au Red October Cantu.
Le 21 juillet 2017, il revient en Russie où il signe à l'Enisey Krasnoyarsk.
Le 26 novembre 2018, il revient en France où il signe au Champagne Châlons Reims Basket.

## Palmarès et distinctions

### Palmarès
- Champion de France 2008 avec Nancy

### Distinctions personnelles
- 1 fois joueur de la semaine en championnat de Belgique[3].